# Gert von Gontard
Gert von Gontard (* 24. August 1906 in Berlin; † 29. September 1979 in Zürich) war ein deutscher Theaterdirektor.

## Werdegang
Von Gontard war ein Sohn des deutschen Rüstungsmanagers Paul von Gontard. Er studierte in Berlin Philosophie, Psychologie, Germanistik und Theaterwissenschaft. 1929 gründete er die literarisch-politische Zeitung Neue Revue. Nach der Machtübernahme der Nationalsozialisten emigrierte er Anfang 1933 in die Vereinigten Staaten. In Hollywood war er von 1938 bis 1941 war er Lektor an Max Reinhardts Workshop for Stage, Screen and Radio. 1941 kam er nach New York, wo er das deutschsprachige Emigrantenensemble Players from Abroad gründete. Später inszenierte er an der Metropolitan Opera.

## Ehrungen
- 1957: Verdienstkreuz 1. Klasse der Bundesrepublik Deutschland